# 続 タイムトラベラー
『続 タイム・トラベラー』（ぞく タイムトラベラー） は、NHK総合テレビの「少年ドラマシリーズ」で1972年11月4日から12月2日まで放映された日本のテレビドラマ。全5話。筒井康隆『時をかける少女』を原作とする同シリーズ『タイム・トラベラー』の続編として、石山透の脚本で制作された。
『続・時をかける少女』（ぞく ときをかけるしょうじょ）と題して石山によりノヴェライズされ、2018年に舞台化された。

## 概要
小説『時をかける少女』のドラマ化である前作『タイム・トラベラー』が好評だったため、続編として制作された。前作が筒井康隆原作、石山透脚本だったのに対し、本作品は筒井の原作を離れ、石山が創作した作品である。
主人公と相手役の2人は同一の俳優が演じた。

## ストーリー
芳山和子を含む前ストーリーの登場人物から記憶を消し、未来に戻ったケン・ソゴルが、20世紀で行方不明になった27世紀の3人の科学者（ロック、レム、ブラド）を捜すため、再び芳山和子の前に現れる。3人の科学者を捜すケン・ソゴルを芳山和子が助け、タイムトラベルをして、科学者を探していく物語（記憶消去なる仕掛けの集団催眠効果が不完全なものなのか、効果を解除できるものなのか判然としないまま始まる。芳山和子はケン・ソゴルを思い出し始めたように演出されているがその程度は示されない）。

### 物語の発端
27世紀から21世紀へとやって来たケン・ソゴルたちは、砂漠の中に秘密基地を作っていた。ドラマは、その基地の中に昭和47年（1972年）の東京の自宅からタイム・リープして来た芳山和子との再会シーンから始まる。「この基地は2001年の砂漠の中に造られていて、人は近づかないし、たまに上空に飛行機が飛んでもわからないように作ってある」「1972年の芳山和子の代わりに「じゅん」を送り込んだ」と、ケン・ソゴルは芳山和子に説明する。例によって、「集団催眠効果」だとケン・ソゴルは語る（「集団催眠効果」は本作品で便利に使われている、記憶を消したり、偽造したりできる技術の名前）。

### 昭和42年
最初に2人がタイム・リープして行き着いたところは、昭和42年（1967年）の東京のとある病院の中だった。これは和子が廊下を歩いて来た看護婦に唐突に「今何年ですか?」と質問し、「昭和42年よ」と答えたことから、視聴者に明かされた。看護婦に、「あなたたちは誰か」と問われ、和子は咄嗟に自分の本名と自宅の電話番号を告げ、「確かめて欲しい」と言う。しかし、程なくして戻って来た看護婦が言うには、「確かにあなたの言った家にはそういう名前の子はいるが、その子はまだ小学校5年生で、あなたのような高校生はいない」と言う。看護婦は2人を怪しみ、2人を警察に突き出そうとして他の看護婦たちの応援を呼ぶ。2人はその場を逃げようとして、看護婦たちに追いかけられてしまう。

### 昭和32年
次に2人が行き着いたのは、昭和32年（1957年）の東京。和子の自宅のすぐ近くらしいことは、道にある地名を表示した看板で分かる。また、昭和32年であることは、後でケンが落ちていた新聞を拾ってきてその日付で分かる。
ポンポン船の音や、波止場特有の警笛、海鳥の鳴き声などが聞こえてくるのは、まだこのころの東京は埋め立てられていなくて、東京湾が都心のすぐ近くにあったことを示している（ドラマでは海のシーンはなくて音のみ）。
ここで2人は科学者の1人レムに会うことができたが、彼は死亡した木村という人間を名乗っていた。住居は、4号室が無いアパート（「死」を連想するため縁起でもないということで4号室のないアパートは実在したと思われる）の4号室に住んでいた。ケンは彼を27世紀に連れ戻そうとするが、彼は「ここが気に入ったから27世紀には帰りたくない」と言う。レムの交通事故で死んだ娘レリにそっくりなタマエに出会い親子とし生きていた。ケンはなおも戻るよう必死に説得を試みるが、それでも彼は首を縦に振らない。

### 昭和47年
最後は昭和47年のとある地方の海辺の一軒家。そこでカレンダーに昭和47年とあるのを見つけた和子が「昭和47年! やったわ! 帰れたんだわ!」と叫んで周りの人から変な目で見られる。ただ、この家の中にものすごい「時間の歪」が襲ってきて、2人はそれに押しつぶされそうになって床を這い回る。

### 最終回
最終回では、和子はケンと共にまた21世紀の秘密基地にいた。ケンは、基地が発見されて攻撃を受けていることを告げる。銃声や、建物の振動の音が響き、建物がガタガタと揺れる。彼女は昭和47年でなくそのままその時代に取り残されてしまった。
芳山和子が時間と時間の間隙にある宇宙のような空間（時間の歪）で見るターバンを巻いた謎のインド人たちは、時間の狭間を彷徨う放浪者だった。

## キャスト
- 芳山和子：島田淳子（後に浅野真弓へ改名）
- ケン・ソゴル：木下清
- 時間の歪みを利用して遊ぶ老婆たちのひとり：原ひさ子

## スタッフ
- 語り手：城達也
- 脚本：石山透
- 演出：佐藤和哉
- 制作：柴田和夫
- 音楽：高井達雄

## 放送日程
| 放送回 | 放送日   | サブタイトル               |
| ------ | -------- | -------------------------- |
| 第1回  | 11月04日 | 呼ぶ声の秘密               |
| 第2回  | 11月11日 | 2001年の秘密               |
| 第3回  | 11月18日 | タマエとレリの秘密         |
| 第4回  | 11月25日 | エネルギースクリーンの秘密 |
| 最終回 | 12月02日 | さまよえるインド人の秘密   |

## 備考
- 『タイム・トラベラー』では、主人公の芳山和子が時間の跳躍を行うシーンに特殊効果が使用されたが、本作品では使用していなかった。
- この作品の映像は全話とも現存していない。これは本作品が制作された1970年代当時は2インチVTRで収録されており、かつマスターテープが高価だったことなどから、上書き・再使用がされたためである。
  - 当時、VTRで制作するということは、再生が簡便（フィルムでいう現像の必要がない＝時間も現像代も節約できる）であり、かといって生放送のようにリテークが不可能ではないという、気軽さがあった。
  - また、同番組に限らず、番組を保存するというのは再放送しか念頭にない行為であって、後世における資料性であるとか、ましてや現代のように二次利用されるという想定がほとんどなかった上、制作サイドと出演俳優・スタッフとの間の契約でも現在のような二次利用を想定した条項が全く考慮されていなかったと考えられ、本放送か、直後数度の再放送以外では、金額的・保管方法・権利関係・ロイヤリティというクリアすべき問題が山積しており、その煩わしさもあって、消去・上書きが通例的に行われていた。
- ビデオの経年劣化も考えると放送回の映像が見つかる可能性は低く、作品を再視聴できる可能性は極めて低い。
- 本編の音声のみが現存しており、『タイム・トラベラー』第1回～5回の音声・同最終回の映像とともに収録された、DVDソフトが発売されている。

## 出版物

### 小説版
『続・時をかける少女』と題して脚本家の石山透によりノヴェライズされ、鶴書房盛光社「SFベストセラーズ」シリーズより放送直後（1972年12月）出版された。
再版の要望が募り、2011年に復刊ドットコムから復刊されている。装丁の再現はされておらず、当時はドラマの主演を務めた島田淳子の制服姿が表紙であったが、復刊版ではカスヤナガトが挿画を担当している（筒井康隆による当時の“まえがき”は収録された）。帯に、谷村美月の推薦文が掲載された。
ヨーロッパ企画の上田誠脚本・演出により舞台化され、「オールナイトニッポン50周年記念公演」として2018年2月に上演された。

### 漫画版
『タイムトラベラー』のタイトルで、早坂未紀の作画で徳間書店発行の別冊アニメージュ『SF & FANTASYリュウ』に1984年に全3回連載された。時代設定を1980年代に置き換えたものだが、3回の連載にまとめるため、一部のストーリーが割愛されている。未単行本化。

## 演劇版
『続・時をかける少女』と題し小説版を原作としてヨーロッパ企画の上田誠脚本・演出で舞台化され、「オールナイトニッポン50周年記念公演」として2018年2月7日から14日に東京グローブ座にて、2月17日に大阪・森ノ宮ピロティホールにて、2月20日に高知県立県民文化ホールオレンジホールにて上演された。
同じくタイムトラベルと題材とした『サマータイムマシン・ブルース』などSFコメディを手掛けた上田により、原作小説にオリジナル要素も加えてラブコメディとして舞台化。小説版を基にした演劇（舞台）。「ケン・ソゴルが未来から再び現代にタイムトラベルして和子と再会、ある理由で三人の科学者を探すことになる」というストーリーの骨子は同一だが、演出的にはコメディタッチになる（演出・上田のコメントより）。

### キャスト (演劇)
- 芳山和子 - 上白石萌歌[4]
- ケン・ソゴル - 戸塚純貴
- 浅倉吾郎 - 健太郎
- 和子が過去で出会うホステス - 新内眞衣（乃木坂46）
- 科学者 - 石田剛太（ヨーロッパ企画）、諏訪雅（ヨーロッパ企画）、土佐和成（ヨーロッパ企画）
- 捜索隊メンバー - 永野宗典（ヨーロッパ企画）、島田桃依、中山祐一朗
- 謎の人物 - バッファロー吾郎A
- 先生 - MEGUMI

### スタッフ（演劇）
- 脚本・演出 - 上田誠（ヨーロッパ企画）
- 原作：『続・時をかける少女』石山透（復刊ドットコム 刊）
- 企画・製作 - ニッポン放送
- 制作協力 - プラグマックス＆エンタテインメント、株式会社オポス
- 主催 - 2018「続・時をかける少女」製作委員会（ニッポン放送、ぴあ、イープラス）

### 関連商品
DVD
- オールナイトニッポン50周年記念公演『続・時をかける少女』（2018年8月31日、ポニーキャニオン、BRZE-01029）